# Lengua de signos hawaiana
Lengua de signos hawaiana (HSL), también conocida como lengua de signos antigua de Hawái y lengua de signos pidgin (HSL), es un lengua de signos indígena utilizado en Hawái . Aunque los registros históricos documentan su presencia en las islas ya en la década de 1820, los lingüistas de la Universidad de Hawái no lo reconocieron formalmente hasta 2013. Es el primer idioma nuevo descubierto en los Estados Unidos desde la década de 1930. Los expertos en lingüística creen que el HSL puede ser el último idioma no descubierto en el país.
Aunque anteriormente se creía que estaba relacionada con la lengua de signos americano (ASL), los dos idiomas no están relacionados. El equipo de investigación inicial entrevistó a 19 personas sordas y dos hijos de padres sordos en cuatro islas. Se descubrió que el ochenta por ciento del vocabulario HSL es diferente de la lengua de signos estadounidense, lo que demuestra que HSL es un idioma independiente. Además, hay una lengua de signos criollo HSL-ASL criollo hawaiano (CHSL) que utilizan aproximadamente 40 personas en las generaciones entre los que signaron HSL exclusivamente y los que signaron ASL exclusivamente. Sin embargo, desde la década de 1940 ASL ha reemplazado casi por completo el uso de HSL en las islas de Hawai'i y es probable que CHSL también se pierda en los próximos 50 años.  
Antes del reconocimiento de HSL como un idioma distinto en 2013, era una lengua indocumentada. HSL está en riesgo de extinción debido a su bajo número de signantes y la adopción de ASL . Con menos de 30 signantes restantes en todo el mundo, HSL se considera en peligro crítico . Sin documentación y esfuerzos de revitalización, como los esfuerzos continuos iniciados por el Dr. James Woodward, la Dra. Barbara Earth y Linda Lambrecht, esta lengua puede volverse latente o extinguirse.

## Descubrimiento
HSL fue reconocido por los lingüistas el 1 de marzo de 2013 por un grupo de investigación de la Universidad de Hawái en Mānoa . El equipo de investigación encontró una carta del reverendo Hiram Bingham al reverendo Thomas H. Gallaudet del 23 de febrero de 1821. La carta describía varios casos de nativos sordos que se comunicaban con Bingham en su propio lengua de signos. En el momento del descubrimiento, alrededor de 40 personas usaban el idioma, en su mayoría de más de 80 años.

## Historia
HSL no es en sí un pidgin, pero los nombres alternativos para el idioma están documentados como Lengua de signos Pidgin de Hawái o Lengua de signos Pidgin. Esto se debe a una asociación histórica inexacta con el idioma hablado Hawaiʻi Pidgin . Los lingüistas que han comenzado a documentar el idioma y los miembros de la comunidad prefieren el nombre Lengua de Signos de Hawái, y ese es el nombre utilizado en ISO 639-3 a partir de 2014.
El uso de signos en las aldeas, tanto por personas sordas como oyentes, está atestiguado desde 1820. Existe la posibilidad de que los signos de los inmigrantes influya más tarde ese siglo, aunque HSL tiene poco en común hoy con el ASL u otros idiomas hablados y signados con los que ha entrado en contacto. El establecimiento de una escuela para sordos en 1914 fortaleció el uso del signado, principalmente HSL, entre los estudiantes. Un héroe de la comunidad sorda, un hombre sordo chino-hawaiano llamado Edwin Inn, enseñó HSL a otros adultos sordos y también se desempeñó como presidente de un club de sordos. Sin embargo, la introducción de ASL en 1941 en lugar de instrucción puramente oral resultó en un cambio de HSL. 

## Comparaciones de HSL y ASL
HSL comparte pocos componentes léxicos y gramaticales con ASL. Mientras que HSL sigue la tipología de sujeto, objeto, verbo (SOV), ASL sigue la tipología de sujeto, verbo, objeto (SVO). HSL no tiene clasificadores verbales: anteriormente se pensaba que eran universales en las lengua de signos, y ASL hace un uso extensivo de estos. HSL también tiene varios elementos léxicos completamente no manuales, incluidos verbos y sustantivos, que no son típicos en ASL. La investigación en curso de estos idiomas sugiere que no están relacionados.  

## HSL hoy
Se estima que 15,857 del total de 833,610 residentes de Hawái (aproximadamente 1.9%) son sordos audiológicamente. Entre esta población, el ASL ahora es significativamente más común que el HSL. Hay un puñado de servicios disponibles para ayudar a los residentes hawaianos sordos a aprender ASL y también para aquellos que desean aprender ASL para convertirse en intérpretes, como la Asociación de Sordos del Estado de Aloha y el Programa de Educación de Intérpretes de Lengua de Signos Estadounidense. Los servicios equivalentes para HSL son casi inexistentes, en parte porque algunos miembros de la comunidad sorda en Hawái han sentido que no vale la pena preservarlos.
Linda Lambrecht, el Dr. James Woodward y Barbara Clark están trabajando continuamente con un equipo para documentar y preservar el idioma. Otra miembro de la investigación, la Dra. Samantha Rarrick, forma parte del Centro de capacitación en documentación de lengua de signos de la Universidad de Hawái. Este grupo tiene dos objetivos. Su primer objetivo es enseñar a los estudiantes de posgrado y otros lingüistas a documentar HSL y otras lengua de signos pequeñas utilizados en Hawái. Su segundo objetivo es tener 20 horas de HSL traducido en video. A partir del 22 de noviembre de 2016, se ha creado un diccionario y un archivo de video de signantes.